# The Infamous
The Infamous è il secondo album discografico dei Mobb Deep, pubblicato nel 1995 su etichetta Loud Records.
Lo stile oscuro e nichilista dell'album, definito dalle sue melodie evocative, dai ritmi aspri e dai testi introspettivi riguardanti il crimine nei quartieri centrali di New York, ha ricevuto un riconoscimento speciale e l'elogio della critica. Insieme ad album come Enter the Wu-Tang (36 Chambers), Illmatic e Ready to Die, The Infamous è ampiamente riconosciuto come uno dei principali fautori del "rinascimento" dell'East Coast rap. Inoltre, l'album è accreditato per aver contribuito a ridefinire il suono dell'hardcore rap, utilizzando il suo stile di produzione, che include inquietanti loop di piano, sintetizzatori distorti, hi-hat a otto note e linee di basso filtrate.

## Il disco
Grazie alla sua personalissima atmosfera, composta da melodie minimali e campionamenti sporchi, The Infamous è considerato uno dei dischi fondamentali della scuola rap newyorkese. Havoc e Prodigy ospitano diversi rapper di qualità, quali Nas, Raekwon e Big Noyd. The Infamous contiene alcuni dei brani più famosi della coppia del Queensbridge, quali Shook Ones Pt. II e Survival of the Fittest.

### Antefatti

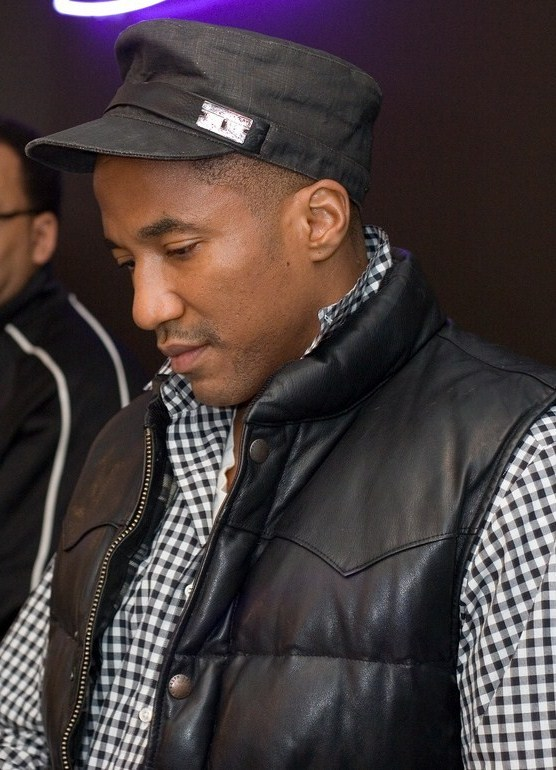
Q-Tip svolse un ruolo importante nella produzione e missaggio dell'album

Durante la primavera del 1993, mentre i due membri del gruppo erano ancora degli adolescenti, i Mobb Deep pubblicarono il primo album Juvenile Hell per l'etichetta 4th & B'way Records. Il disco vedeva l'apporto di vari celebri produttori di New York, inclusi Large Professor, DJ Premier e Kerwin Young, e includeva il successo underground Hit It from the Back. A causa del fallimento di Juvenile Hell nell'ottenere un significativo successo commerciale e critico, il duo lasciò la propria etichetta alcuni mesi dopo la pubblicazione dell'album. Havoc e Prodigy descrissero in seguito Juvenile Hell come un "banco di prova per le cose a venire".
Nell'estate 1993, la Loud Records stava cercando un altro gruppo rap da mettere sotto contratto, forte del successo del primo singolo del Wu-Tang Clan Protect Ya Neck, ed entro fine anno, scelse di puntare sui Mobb Deep. Nel 1994, il duo pubblicò il singolo promozionale Shook Ones, che servì da presentazione del loro nuovo sound. A differenza del precedente album, The Infamous fu in pratica auto-prodotto da Havoc e Prodigy, con l'aiuto esterno degli A&R Matt Life e Schott Free, e del produttore degli A Tribe Called Quest Q-Tip, che aveva scoperto i Mobb Deep nei primi anni novanta. Matt Life ricordò il coinvolgimento di Q-Tip, dicendo: «Tip fu molto coinvolto in The Infamous fin dall'inizio. Probabilmente più di quanto la gente sappia. Tip era un loro grande fan e io lo sapevo, quindi fu molto d'aiuto, dando loro dei consigli». Il contributo di Q-Tip all'album fu mascherato nei crediti con lo pseudonimo "The Abstract".
Sulla decisione del gruppo di gestire la maggior parte della produzione, Havoc in seguito ha commentato: «Abbiamo iniziato a produrre perché gli altri produttori ci davano cose che non ci piacevano, o semplicemente si facevano pagare troppo. Non sapevo nulla di produrre musica all'epoca, ma ho imparato guardando gli altri».

### Registrazione
Le sessioni di registrazione per il disco ebbero inizio nel 1994 e si svolsero presso Battery Studios, Platinum Island Studios, Firehouse Studios e Unique Recording a New York. Havoc produsse la maggior parte delle basi nel suo appartamento a Queensbridge, spesso assistito da Prodigy. Descrivendo lo stile minimale della produzione, Prodigy disse: «Il nostro primo campionatore fu un EPS 16 plus;... Lo usammo per un po' di tempo, e quando uscì l'MPC lo comprammo, e fu la svolta. Un piccolo giradischi, un piccolo mixer, e avevamo tutto quello che ci serviva».
I Mobb Deep incisero inizialmente 20 canzoni per The Infamous, ma i produttori esecutivi Matt Life e Schott Free lavorarono con loro per milgiorare la musica. Matt Life ricorda: «Schott lavorò a stretto contatto con loro sulle rime e io sulla produzione. La prima cosa che ricordo è loro che creano una parvenza del nucleo del primo album e io che creo una versione approssimativa di ciò che l'album potrebbe essere e attacco un adesivo sulla cassetta». La prima versione rozza dell'album conteneva 5 o 6 canzoni, comprese le versioni originali dei quattro singoli dell'album. L'originale Temperature's Rising fu rifatta 
a causa di problemi di concessione del copyright del campione.
In seguito, Q-Tip divenne l'ingegnere del suono per il missaggio dell'album; Matt Life ha spiegato: «È entrato più tardi nelle sessioni e ha detto che avrebbe aiutato a mixare un paio di canzoni. E poi ha finito per scegliere un paio di tracce da rifare. Tranne Drink Away the Pain, le tracce prodotte da Tip erano già canzoni complete. Gli piacevano i testi, ma volle rifare le basi». Q-Tip migliorò anche la programmazione della drum machine in Survival of the Fittest, Up North Trip e Trife Life. Descrivendo i suoi contributi "un sound completamente differente da quello dei Tribe", Q-Tip incoraggiò i Mobb Deep a far uscire il loro "dark sound", dicendo loro di aggiungere accordi maggiori ai loro campionamenti.
Liricamente, i Mobb Deep aggiunsero all'album un'estetica minacciosa. Parlando del testo di Survival of the Fittest, Havoc spiegò: «Eravamo molto diretti. Non era roba da fighetti». In ogni brano, rapparono della realtà del carcere, di omicidio, rapina, vendita di droga e alcolismo, tra gli altri argomenti. Big Noyd ebbe una significativa presenza nell'album, con quattro apparizioni come ospite. Inizialmente Big Noyd avrebbe preferito fare lo spacciatore piuttosto che il rapper, fino a quando il gruppo lo convinse diversamente. Gli altri ospiti furono Nas (amico d'infanzia di Havoc), Raekwon e Ghostface Killah dei Wu-Tang Clan (colleghi d'etichetta dei Mobb Deep) e Crystal Johnson (amica di Q-Tip).

### Copertina
La copertina di The Infamous, che mostra un primo piano di Havoc e Prodigy, è opera della fotografa Delphine A. Fawundu, che in seguito raccontò l'esperienza della sessione fotografica nel libro Contact High: A Visual History of Hip-Hop di Vikki Tobak: "Sono stata ispirata da come tutti questi elementi si sono uniti, rendendo l'hip-hop di New York una tale forza in quel momento. Sembrava così potente e stava accadendo tutto proprio davanti ai miei occhi e alla mia macchina fotografica". Nel 2019, le immagini del servizio fotografico della Fawundu con i Mobb Deep e altri scatti inediti sono stati presentati in una mostra presso il The Annenberg Space for Photography a Los Angeles.

## Pubblicazione
The Infamous venne pubblicato il 25 aprile 1995 negli Stati Uniti. L'album restò in classifica 18 settimane nella Billboard 200, raggiungendo come posizione massima la numero 15, e trascorse inoltre 34 settimane nella classifica Top R&B/Hip-Hop Albums, dove raggiunse la terza posizione. I singoli Shook Ones (Part II) e Survival of the Fittest raggiunsero rispettivamente le posizioni numero 59 e 69 nella Billboard Hot 100, entrando anche nella Top 10 della classifica Hot Rap Singles.

## Accoglienza
| Recensione                    | Giudizio |
| ----------------------------- | -------- |
| AllMusic                      | [ 12 ]   |
| Consequence                   | A        |
| Entertainment Weekly          | B+       |
| Los Angeles Times             | [ 20 ]   |
| NME                           | 8/10     |
| Pitchfork                     | 10/10    |
| Rolling Stone                 | [ 22 ]   |
| The Rolling Stone Album Guide | [ 23 ]   |
| The Source                    | [ 24 ]   |
| Spin                          | 9/10     |

I commenti entusiasti della critica e il successo di vendite in patria, che decreta The Infamous disco d'oro negli Stati Uniti due mesi dopo la sua pubblicazione, lanciano definitivamente i Mobb Deep, che continueranno per diversi anni a realizzare dischi.

## Tracce
Testi di Albert Johnson, Kejuan Muchita (tracce 1, 3-4, 6-11, 13-16), Nasir Jones (traccia 4), Corey Woods (tracce 4 e 11), TaJuan Perry (tracce 5-6, 11 e 16), Jonathan Davis (tracce 6-7 e 14), Mayfield Small, Jr. (traccia 6), Patrice Rushen (traccia 7), Freddie Washington (traccia 7), Michael Henderson (traccia 9), Dennis Coles (traccia 11), The Headhunters (traccia 14).
1. The Start of Your Ending (41st Side) – 4:24 – Mobb Deep
2. The Infamous Prelude – 2:12
3. Survival of the Fittest – 3:43 – Mobb Deep
4. Eye for a Eye (Your Beef Is Mines) (featuring Nas & Raekwon) – 4:48 – Mobb Deep
5. Just Step Prelude – 1:06
6. Give Up the Goods (Just Step) (featuring Big Noyd) – 4:02 – The Abstract
7. Temperature's Rising (featuring Crystal Johnson) – 5:00 – The Abstract, Mobb Deep (co-prod.)
8. Up North Trip – 4:58 – Mobb Deep
9. Trife Life – 5:19 – Mobb Deep
10. Q.U. – Hectic – 4:46 – Mobb Deep
11. Right Back at You (featuring Ghostface Killah, Raekwon & Big Noyd) – 4:52 – Mobb Deep, Schott Free (co-prod.)
12. The Grave Prelude – 0:50
13. Cradle to the Grave – 4:57 – Mobb Deep
14. Drink Away the Pain (Situations) (featuring Q-Tip) – 4:44 – The Abstract, Mobb Deep (co-prod.)
15. Shook Ones Pt. II – 5:24 – Mobb Deep
16. Party Over (featuring Big Noyd) – 5:40 – Mobb Deep, Matt Life (co-prod.)

## Formazione
- Havoc – rap performer, produzione
- Prodigy – rap performer, produzione
- The Abstract (Q-Tip) – rap performer, produzione, missaggio
- Big Noyd – rap performer
- Raekwon – rap performer
- Nas – rap performer
- Ghostface Killah – rap performer
- Crystal Johnson – voce
- Matt Life – produzione
- Schott Free – produzione
- Fal Prod – produzione
- Louis Alfred III – fonico
- Tim Latham – fonico
- Tony Smalios – fonico, missaggio
- Dino Zerros – fonico
- Leon Zervos – mastering
- Merge One – direzione artistica
- Chi Modu – fotografie
- Tami Cobbs – management
- Sandra Bynum – management